# No hay imposibles
No hay imposibles es el nombre del 13°. álbum de estudio grabado por el cantante puertorriqueño-estadounidense Chayanne. Fue lanzado al mercado bajo los sellos discográficos Sony Music Latin y Columbia Records el 23 de febrero de 2010. 
Besos en la boca es una versión en castellano de la canción "Beijar na Boca" escrita por el grupo brasileño Cogumelo Plutão y grabada y popularizada por Claudia Leitte.

## Lista de canciones
| No hay imposibles |                                       |                                                                           |          |  |
| N.º               | Título                                | Escritor(es)                                                              | Duración |  |
| 1.                | «Si no estás»                         | Carlos De Yarza · Carlos Ponce                                            | 4:21     |  |
| 2.                | «Me pierdo contigo»                   | Chayanne · Carlos Celles · Clarissa Lewis · Javier Díaz · Paolo Tondo     | 3:57     |  |
| 3.                | «Por esa mujer»                       | Gabriel Cruz · Ramón Casillas                                             | 3:48     |  |
| 4.                | «Me enamoré de ti»                    | Chayanne · Ángel López · Carlos Celles · Javier Díaz · Paolo Tondo        | 4:24     |  |
| 5.                | «Siento»                              | Leonel García                                                             | 3:50     |  |
| 6.                | «Dime»                                | Jandy Feliz                                                               | 3:43     |  |
| 7.                | «Tu boca»                             | Jandy Feliz                                                               | 3:23     |  |
| 8.                | «Besos en la boca» («Beijar Na Boca») | Blanch Van Gogh · Rogerio Tomich Adapt. al español: Chayanne · Patty Vega | 3:01     |  |
| 9.                | «El hombre que fui»                   | Chayanne · Carlos Celles · Javier Díaz · Jesús Álvarez · Robert Elias     | 3:51     |  |
| 10.               | «No hay imposibles»                   | Daniel Hamuy · José Gentile                                               | 5:09     |  |
| 11.               | «Dame, dame»                          | Carlos Ponce · Freddy Piñero, Jr.                                         | 3:28     |  |
| 42:43             |                                       |                                                                           |          |  |

## Posicionamiento en listas
| Listas (2010)     | Mejor posición |
| ----------------- | -------------- |
| Argentina (CAPIF) | 1              |